# Côte du Sart-Tilman
Côte du Sart-Tilman (ook wel Côte de Tilff) is een helling in de Belgische provincie Luik. De start ligt in Tilff in het dal van de Ourthe en de top ligt in Sart-Tilman. De beklimming gaat grotendeels over de N663 en is met 3,7 km en 5% vrij lang en niet erg steil. De klim is vooral bekend van de wielerklassieker Luik-Bastenaken-Luik, waar hij vaak als laatste of voorlaatste beklimming werd verreden en waar dus regelmatig de beslissing viel. Door wegwerkzaamheden in Tilff werd de klim sinds 2008 vervangen door de zuidelijker gelegen Roche aux Faucons.
Voorheen werd in Luik-Bastenaken-Luik de oostelijker gelegen Côte de Colonster beklommen. Deze klim gaat geheel over de N635, langs het Kasteel van Colonster, en de top ligt eveneens in Sart-Tilman. Ook vanuit het noorden vanuit Ougrée in het Maasdal zijn diverse beklimmingen naar Sart-Tilman.
Côte de la Roche-en-Ardenne · Côte de Saint-Roch · Côte de Mont-le-Soie · Côte de Wanne · Côte de Stockeu · Côte de la Haute-Levée · Côte du Rosier · Côte du Maquisard · Côte de la Redoute · Côte de Sprimont · Côte des Forges · Côte de la Roche-aux-Faucons

Voormalige beklimmingen: Côte de Ny · Mont-Theux · Côte de la Vecquée · Côte de Colonster · Côte du Sart-Tilman · Côte de Saint-Nicolas · Côte de la Rue Naniot · Ans